# Österreichisch-portugiesische Beziehungen
Die österreichisch-portugiesischen Beziehungen beschreiben das zwischenstaatliche Verhältnis zwischen Österreich und Portugal. Die Länder unterhalten problemfreie Beziehungen, die bis ins 15. Jahrhundert zurückgehen. Beide Staaten sind Mitglieder u. a. des Europarates, der Organisation für Sicherheit und Zusammenarbeit in Europa, der OECD, der Europäischen Union, der Eurozone und des Schengen-Raums.
Etwa 2.900 Portugiesen leben in Österreich (Stand Anfang 2015), davon rund 1.600 Arbeitnehmer und etwa 200 Studenten. Die portugiesische Botschaft in Wien geht insgesamt von etwa 6.000 bis 7.000 Menschen in Österreich aus, die Portugiesen oder portugiesischer Abstammung sind.
In Portugal leben 955 Österreicher in allen Landesteilen, die meisten mit 509 im Großraum Lissabon, gefolgt von 184 an der Algarve und 51 auf der Insel Madeira (Stand 2017).

## Geschichte

### Bis 1900

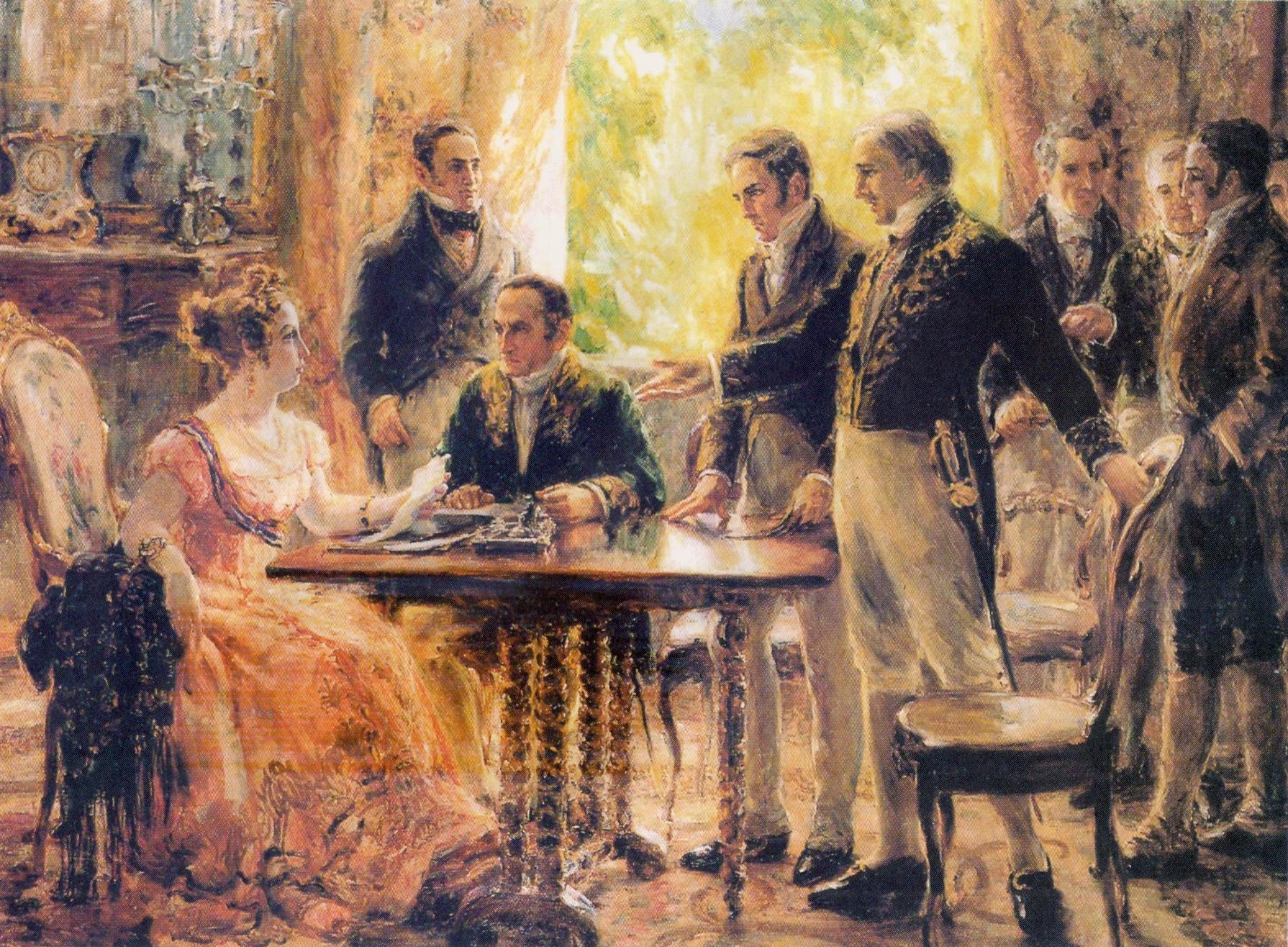
Maria Leopoldina als Regentin Portugals 1822, während des Brasilienaufenthaltes ihres Mannes, König Pedro

Als erstes bedeutendes bilaterales Ereignis gilt die Heirat des Kaisers Friedrich III. mit der portugiesischen Prinzessin D. Leonor 1452. Sie starb bereits kurz vor ihrem 31. Geburtstag 1467 und wurde im Stift Neukloster in Wiener Neustadt beigesetzt.
Im 18. Jahrhundert intensivierten sich die österreichisch-portugiesischen Beziehungen. König D. João V. heiratete am 27. Oktober 1708 in Lissabon die Erzherzogin Maria Anna von Österreich. In dessen Regierungszeit fällt auch die Entsendung des später als bedeutender Staatsmann unter dem Namen Marquês de Pombal bekannt gewordenen Sebastião José de Carvalho e Melo. Er war von 1745 bis 1749 portugiesischer Botschafter in Wien und heiratete hier Eleonore von Daun, eine Cousine Marschall Dauns.
1817 heiratete der portugiesische Thronfolger und spätere Kaiser von Brasilien D. Pedro die österreichische Erzherzogin Leopoldina, die somit 1826 auch Königin von Portugal war, bevor sie Kaiserin von Brasilien wurde.
Nach der Liberalen Revolution 1822 ging der absolutistische Prinz und spätere portugiesische König D. Miguel I. 1824 nach Wien ins Exil.
Prinzessin Sisi, die spätere Kaiserin von Österreich, hielt sich 1860 auf der portugiesischen Insel Madeira zur Kur auf.
Die österreichische Prinzessin Elisabeth von Thurn und Taxis heiratete 1877 den portugiesischen Thronprätendenten Michael von Braganza.

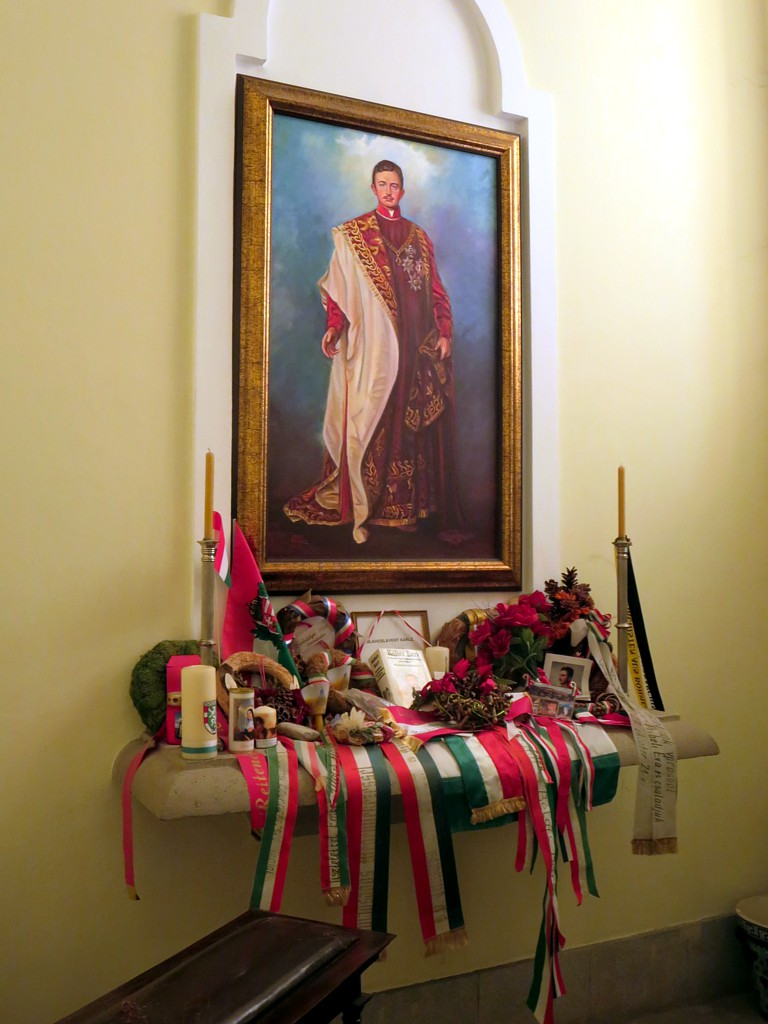
An der Grabstätte Karl I. in der Monte-Kirche in Funchal

### Seit 1900
Nach seiner Absetzung ging der letzte österreichische Kaiser, Karl I., mit seiner portugiesischstämmigen Frau, Kaiserin Zita, am 19. November 1921 nach Madeira ins Exil. Karl starb hier am 1. April 1922 an einer Lungenentzündung. Er wurde in der Kirche Nossa Senhora do Monte in Funchal bestattet.
Während des Zweiten Weltkriegs flüchteten zahlreiche Menschen auch aus Österreich nach Portugal. Nach 1945 kamen zudem über 5.000 Kinder aus Österreich durch Vermittlung der Caritas einige Zeit zu Gastfamilien nach Portugal. Diese persönlichen Beziehungen prägten seither maßgeblich das Verhältnis beider Länder mit. Zum Teil werden diese Verbindungen bis heute gepflegt.

## Diplomatie

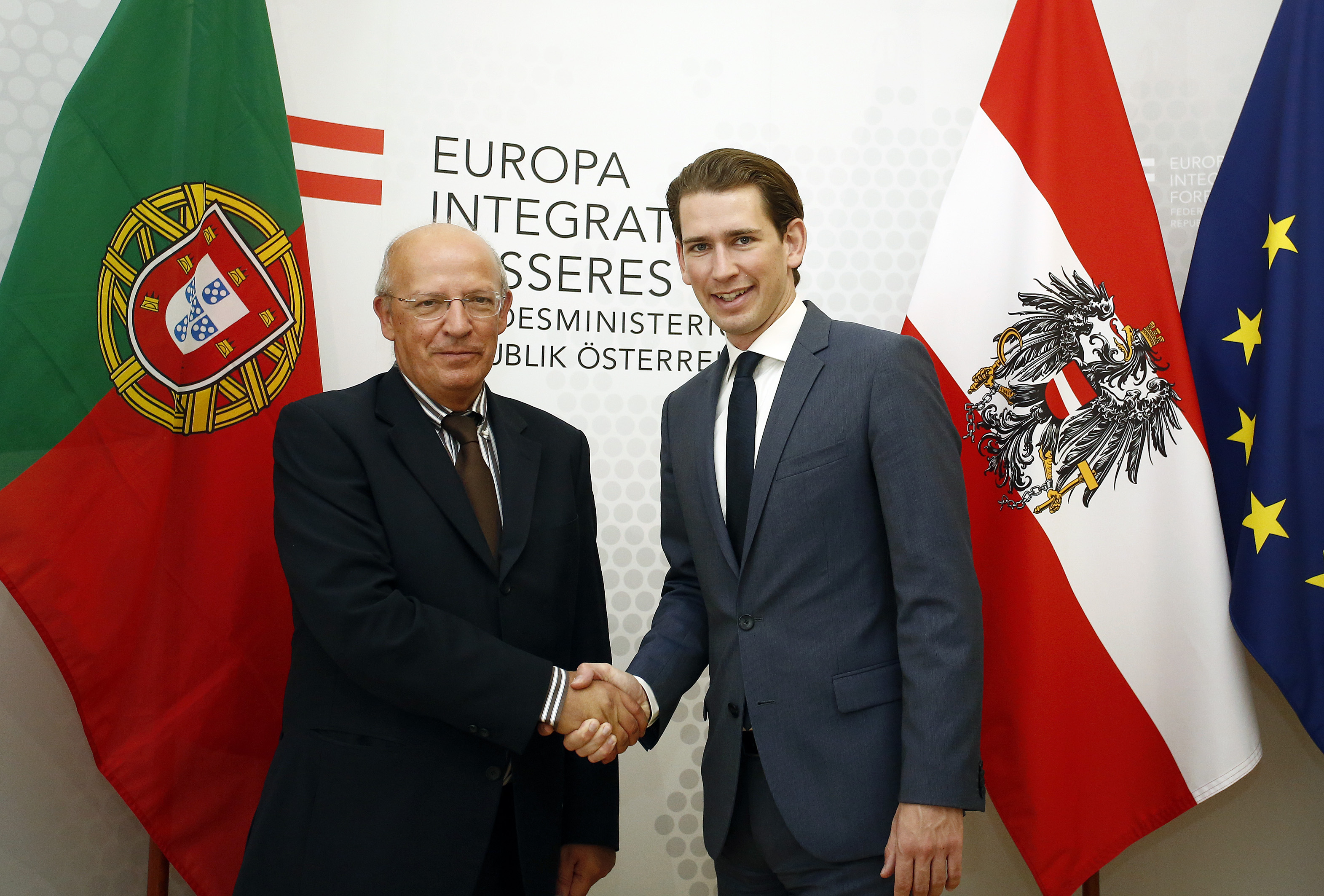
Die Außenminister Österreichs und Portugals (September 2016)

Österreich unterhält eine Botschaft in der portugiesischen Hauptstadt Lissabon, in der Avenida Infante Santo Nr. 43. Zudem bestehen drei österreichische Honorarkonsulate: in Porto, in Albufeira an der Algarve, und in Funchal auf der Insel Madeira.
Portugal hat in der österreichischen Hauptstadt Wien seine Botschaft, am Opernring Nr. 1. Daneben bestehen portugiesische Honorarkonsulate in Salzburg, Innsbruck, Linz und Graz.

## Wirtschaft
Im Jahr 2015 lieferte Portugal an Österreich Waren und Dienstleistungen im Wert von 519,2 Mio. Euro (2014: 619,2 Mio., 2013: 417,7 Mio., 2012: 361,4 Mio., 2011: 387,4 Mio.), davon 24,7 % Fahrzeuge und Fahrzeugteile, 21,7 % Maschinen und Geräte und 17,1 % Bekleidung.
Im gleichen Zeitraum exportierte Österreich Waren und Dienstleistungen im Gesamtwert von 342,1 Mio. Euro nach Portugal (2014: 349,7 Mio., 2013: 304,0 Mio., 2012: 311,5 Mio., 2011: 352,4 Mio.), davon 25,9 % Maschinen und Geräte, 11,9 % chemische Produkte und 10,9 % Fahrzeuge und Fahrzeugteile.
Die Wirtschaftskammer Österreich (WKO) unterhält in der österreichischen Botschaft in Lissabon ihr portugiesisches AußenwirtschaftsCenter.
Die portugiesische Außenhandelskammer (AICEP) führt eine Niederlassung in Wien, am Opernring 3/1.

## Kultur

### Institutionen

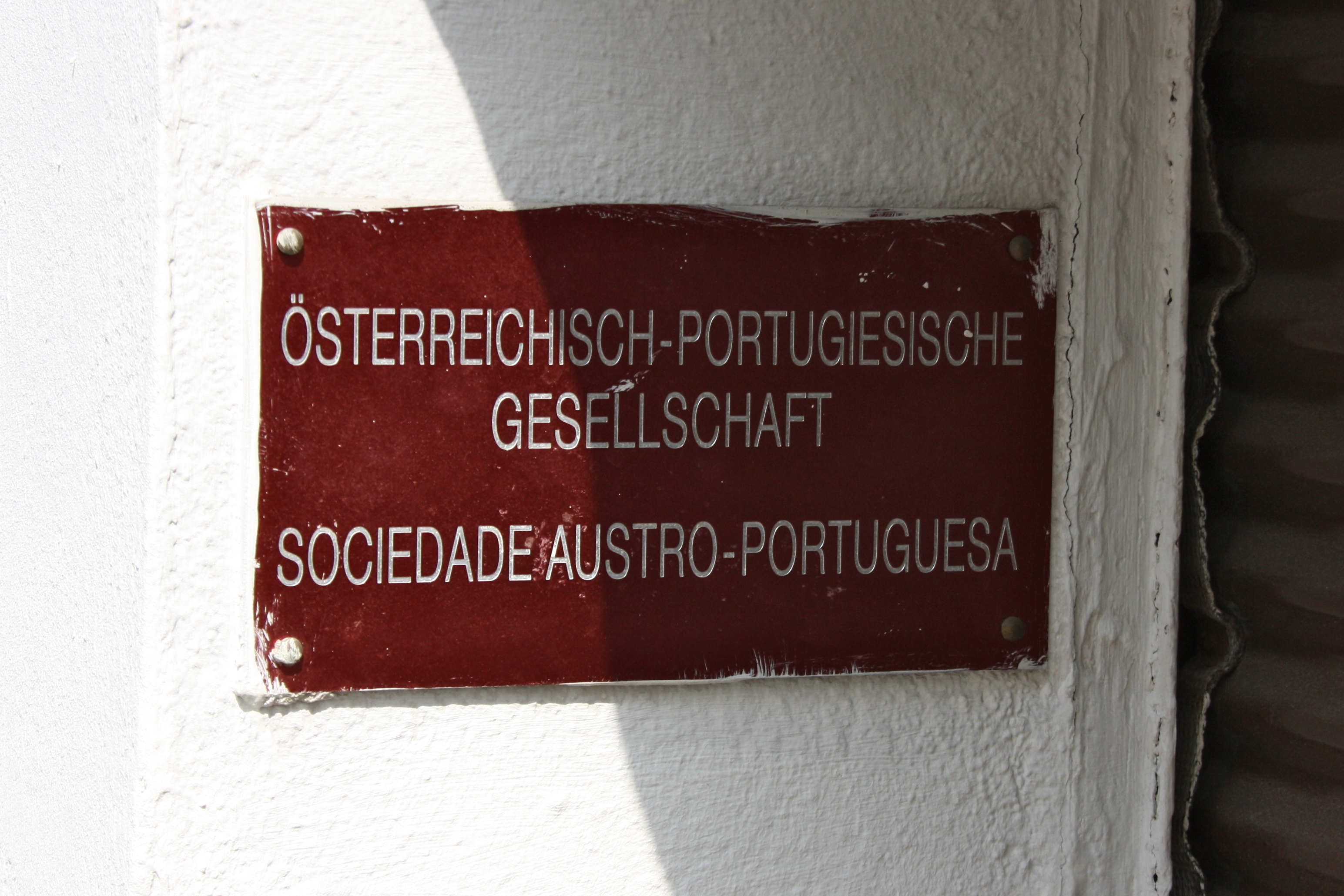
Schild am Sitz der Österreichisch-Portugiesischen Gesellschaft in Wien

Das staatliche portugiesische Kulturinstitut Instituto Camões unterhält verschiedene Einrichtungen in Österreich, darunter zwei Sprachzentren, in Wien und in Graz.
Die Österreichisch-Portugiesische Gesellschaft (ÖPG) in Wien besteht seit 1962 und hat etwa 240 Mitglieder.
Zudem besteht in Portugal seit 1935 ein Verein von dort lebenden Österreichern. Er sitzt in Sintra, trägt seit 2013 den Namen AUSPOR – Club AustriaPortugal und hat etwa 100 Mitglieder.

### Musik
Unter den Musikern und Komponisten, die von der Musik in Wien angezogen wurden, waren auch eine Reihe Portugiesen. Dazu zählte u. a. João de Bragança, Herzog von Lafões, der in seinem Wiener Exil enge Beziehungen zur Musikszene pflegte. Eine besonders enge Freundschaft bestand zum Komponisten Christoph Willibald Gluck, der dem Herzog 1770 seine Oper Paride ed Elena widmete.
In der jüngeren Vergangenheit studierten die portugiesischen Pianisten Noel Flores (1935–2012) und Francisco de Brito e Cunha in Österreich, an der Musikuniversität Wien und am Mozarteum in Salzburg respektive, wo sie danach auch lehrten, Brito e Cunha auch weiterhin.
Der portugiesische Komponist António Victorino de Almeida studierte an der Musikhochschule Wien bei Karl Schiske. Als Pianist und als Dirigent trat er danach häufig auf, u. a. mit Erika Pluhar. Zudem war er eine Zeit Kulturattaché an der Botschaft Portugals in Wien. Auch trat er in Österreich als Regisseur in Erscheinung (siehe unten).
Der österreichische Pianist Winfried Wolf lebte und arbeitete jahrelang auf der portugiesischen Insel Madeira.
Der österreichische Künstler André Heller entdeckte die blinde portugiesische Sängerin Dona Rosa in den Straßen der Baixa Pombalina, der bekannten Lissabonner Unterstadt. Nachdem sie in einer seiner ORF-Fernsehsendungen auftrat, erlangte sie einige internationale Aufmerksamkeit. U. a. kam sie mehrmals auf Gastspielreisen in den deutschsprachigen Raum und veröffentlichte mehrere Alben beim deutschen Jaro Label.

### Film
Der portugiesische Komponist António Victorino de Almeida (* 1940) wirkte während seiner Zeit in Österreich auch als Regisseur, so mit dem Film „Marmortische“ (1986, mit Erika Pluhar und André Heller) und der ORF-Doku „Gemeinsam“. Zudem entstand sein erster Spielfilm (A Culpa, 1980) in österreichisch-portugiesischer Koproduktion, unter maßgeblicher Beteiligung des österreichischen Produzenten Veit Heiduschka und vom tschechisch-österreichischen Kameramann Hanuš Polak fotografiert.
Die österreichisch-portugiesische Schauspielerin Heidi Berger und der mit dem österreichischen Model Astrid Werdnig verheiratete, auch Deutsch sprechende Schauspieler Paulo Pires sind weitere Personen mit österreichisch-portugiesischem Hintergrund.
Bei den Curtas Vila do Conde, dem bedeutendsten Kurzfilmfestival Portugals, wurden mehrfach österreichische Regisseure ausgezeichnet, so Virgil Widrich (2003), Peter Tscherkassky (2005) und Catalina Molina (2010).
Mit der „Geschichte des portugiesischen Kinos“ erschien in Wien 2010 eines der vergleichsweise wenigen Bücher im deutschsprachigen Raum über das Portugiesische Kino.

### Museen
Zu erwähnen sind die portugiesischen Stücke im Kunsthistorischen Museum in Wien. Dazu zählen die Teppicharbeiten des João de Castro, die das Museum in einer eigenen Ausstellung von Oktober 1992 bis Januar 1993 zeigte.

## Sport

### Herrenfußball

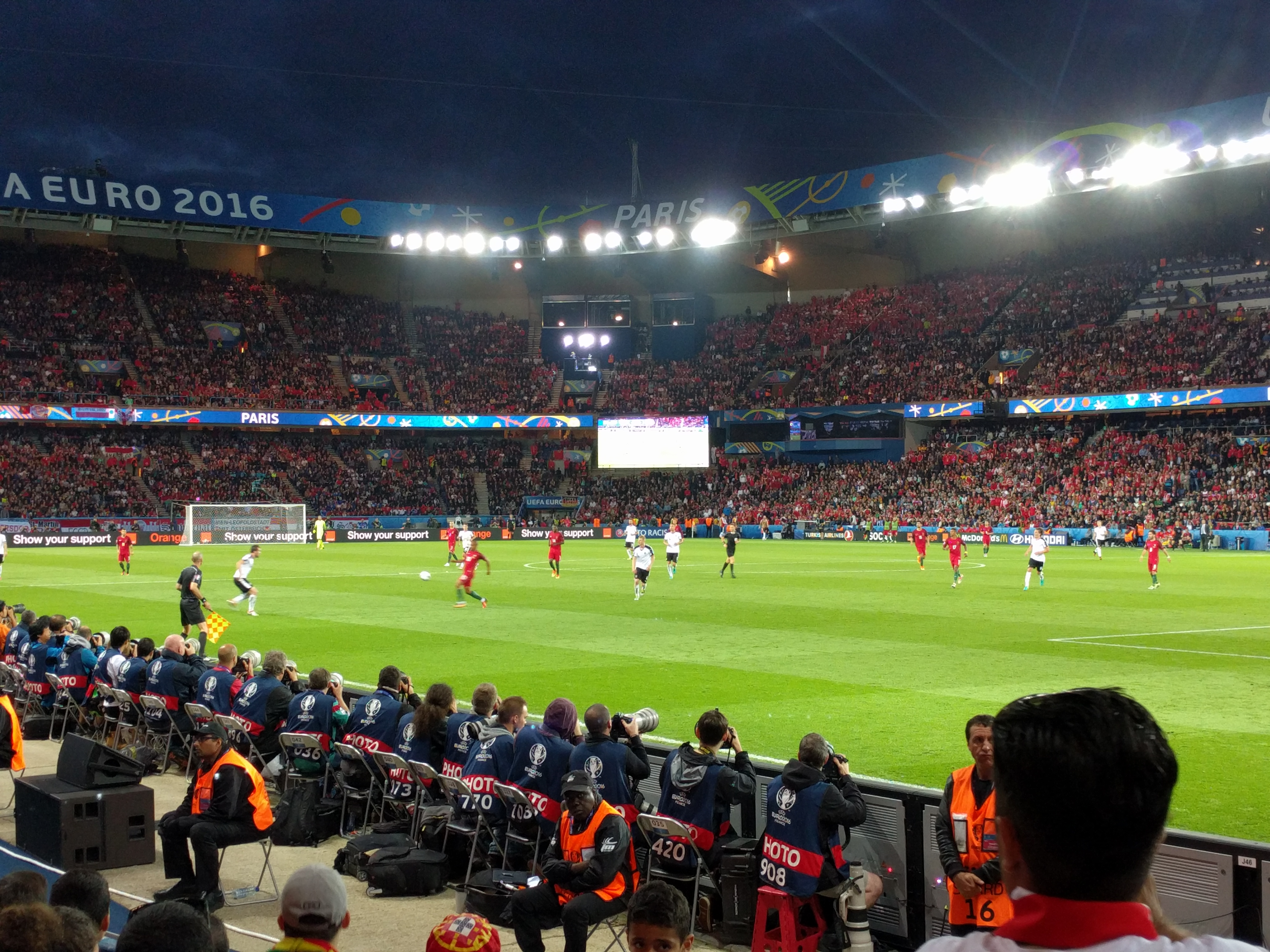
Im Spiel Portugal gegen Österreich im Prinzenparkstadion am 18. Juni 2016

Die österreichische Fußballnationalmannschaft und die portugiesische Nationalelf trafen erstmals am 26. Januar 1936 in Porto aufeinander, mit einem Endstand von 3:2 für Österreich. Der höchste österreichische Sieg gegen Portugal war das 9:1 in der WM-Qualifikation am 26. September 1953 in Wien, der höchste portugiesische Sieg gegen Österreich stammt vom EM-Qualifikationsspiel am 15. November 1978 in Wien und endete 2:1.
In einem Wettbewerb traten sie zuletzt in der Endrunde der Fußball-Europameisterschaft 2016 in der Gruppe F aufeinander. Am 18. Juni 2016 trennten sie sich torlos unentschieden. Österreich schied später aus, während Portugal Europameister wurde.
Die Gesamtländerspielbilanz zwischen beiden Ländern (zum 6. September 2016) weist nach elf Zusammentreffen sechs Unentschieden, drei österreichische und zwei portugiesische Siege aus, bei einem Torverhältnis von 19:11 für Österreich.
Der Österreicher Hermann Stessl war in den 1980er Jahren für verschiedene Vereine in Portugal tätig. So wurde er mit dem FC Porto 1981 Vizemeister und gewann danach den Portugiesischen Supercup 1982.
Der Großvater des portugiesischen Jungnationalspielers Tomás Händel stammte aus Österreich. 2019 entschied Tomás Händel sich gegen die österreichische und für die portugiesische Auswahl.

### Damenfußball
Die österreichische Fußballnationalmannschaft der Frauen und die portugiesische Frauennationalmannschaft trafen bisher sechs Mal aufeinander, mit jeweils drei Siegen und einem Gesamt-Torverhältnis von 7:7.
Seit 2009 nimmt die österreichische Fußballnationalmannschaft der Frauen am Algarve-Cup in Portugal teil, einem der wichtigsten Turniere im Fußball der Frauen, jedoch ohne bisher unter die letzten vier gekommen zu sein (Stand 2016).

### Handball
Der österreichische Handballnationaltorwart Thomas Bauer lief von 2018 bis 2020 für den FC Porto auf und gewann 2019 Meisterschaft und Pokal.
Die österreichische Männer-Handballnationalmannschaft und die portugiesische Männer-Handballnationalmannschaft trafen bisher nur in Freundschaftsspielen aufeinander, zuletzt 2017. Für die Europameisterschaft 1994 und die Weltmeisterschaft 2003 in Portugal konnte sich Österreich nicht qualifizieren. Bei der Europameisterschaft 2020 in Österreich, Norwegen und Schweden erreichten beide Teams mit dem 6. Platz für Portugal und dem 8. Platz für Österreich ihre beste Platzierung bei europäischen Titelkämpfen.